# Jotam (król Judy)
Jotam (Jahwe jest doskonały lub oby Jahwe uczynił zupełnym) − postać biblijna ze Starego Testamentu, król Judy w latach 740-732 p.n.e. albo 740/739-734/733 p.n.e.
Był synem i następcą króla Azariasza. Faktyczne rządy objął jeszcze za życia ojca, gdy Azariasz zachorował na trąd. Jako władca popierał kult jahwistyczny, jednak nie zdołał wprowadzić całkowitej czystości i jedności kultu, stąd lud składał jeszcze ofiary krwawe i kadzielne na wyżynach. Jotam był królem-budowniczym, zbudował m.in. Bramę Górną świątyni jerozolimskiej. Odniósł sukces w wojnie z Ammonitami.
Został pochowany w Jerozolimie.
Rządy po nim objął jego syn Achaz.